# Parque Sarmiento
O Parque Presidente Sarmiento é um tradicional parque localizado no bairro de Saavedra, em Buenos Aires, Argentina. Ocupa 70 hectares. Foi inaugurado no dia 20 de Setembro de 1981, e US$ 25 milhões de dólares, sendo que durante a sua história chegou a receber uma média anual de dois milhões de visitantes. O parque possui três entradas: a principal, na Avenida Dr. Ricardo Balbín; e as secundárias - uma entre a Avenida Triunvirato e a rua Andonaegui, e outra é um acesso para pedestres por meio da Avenida General Paz.
Embora no passado tenha estado igualmente ligado a diversos tipos de eventos, recentemente o local se tornou um amplo local para a prática de diversos esportes. Vai ser usado nos Jogos Olímpicos de Verão da Juventude de 2018, para as provas de ciclismo BMX e BTT.

## Instalações
O parque tem capacidade para a prática de várias atividades desportivas, desde o futebol à natação, passando pelo ciclismo e até jogos infantis. Atualmente,o parque está composto das seguintes instalações..
- 6 campos de futebol (quatro com dimensões oficiais e duas menores)
- 2 quadras de pelota basca
- 2 piscinas olímpicas
- 2 quadras de handebol
- 12 quadras de tênis
- Uma quadra de voleibol de areia
- Um campo de softbol
- Uma pista de atletismo
- Uma pista de patinação
- Uma pista de BMX freestyle
- Estacionamento
- Escolas de atletismo, hóquei, tênis e ginástica